# اودیتا گوسوامی
اودیتا گوسوامی (انگلیسی: Udita Goswami؛ زادهٔ ۹ فوریهٔ ۱۹۸۴) مدل و هنرپیشه اهل کشور هند است. مادر وی اصالت نپالی دارد. این هنرپیشه بیشتر دوران بچگی خود را در شهر کاتماندو گذرانده است.
از فیلم‌هایی که وی در آن نقش داشته است می‌توان به دل دادیم، اکثر، زهر، گناه، روباه و اگر اشاره کرد.